# Stiepan Kalczenko
Stiepan Własowicz Kalczenko (ros. Степан Власович Кальченко, ur. 31 grudnia 1908 w Karaszynie, zm. 21 grudnia 1998 w Moskwie) – radziecki działacz państwowy i partyjny narodowości ukraińskiej.

## Życiorys
W 1928 ukończył technikum rolnicze, 1928-1937 był robotnikiem, starszym agronomem stanicy maszynowo-traktorowej oraz agronomem i dyrektorem sowchozu zbożowego w obwodzie czelabińskim. Od 1931 należał do WKP(b), 1937-1942 studiował w Akademii Rolniczej im. Timiriazewa, pracował w Ludowym Komisariacie Sowchozów Zbożowych i Hodowlanych, 1942-1943 był dyrektorem szadryńskiego sowchozu zbożowego, a 1943-1947 dyrektorem obwodowego trustu sowchozów zbożowych w Kurganie. Następnie szef obwodowego zarządu gospodarki rolnej, 1948-1950 I zastępca przewodniczącego Komitetu Wykonawczego Kurgańskiej Rady Obwodowej, od 1950 kierownik Wydziału Rolnego Kurgańskiego Komitetu Obwodowego WKP(b), potem do marca 1952 II sekretarz Kurgańskiego Komitetu Obwodowego WKP(b). Od 17 marca 1952 do marca 1954 przewodniczący Komitetu Wykonawczego Kurgańskiej Rady Obwodowej, 1954-1958 zastępca ministra gospodarki rolnej ZSRR, od kwietnia 1958 do lipca 1959 przewodniczący Komitetu Wykonawczego Kirowskiej Rady Obwodowej, od 16 kwietnia 1959 do 14 czerwca 1960 minister gospodarki rolnej RFSRR. Od lipca 1960 do grudnia 1962 przewodniczący Komitetu Wykonawczego Ałtajskiej Rady Krajowej, od 31 października 1961 do 29 marca 1966 zastępca członka KC KPZR, od grudnia 1962 do grudnia 1964 przewodniczący Komitetu Wykonawczego Ałtajskiej Wiejskiej Rady Krajowej, od grudnia 1964 do lutego 1966 przewodniczący Komitetu Wykonawczego Ałtajskiej Rady Krajowej. Później (1966-1986) I zastępca dyrektora Wystawy Osiągnięć Gospodarki Narodowej ZSRR ds. gospodarki rolnej, od 1986 na emeryturze. Deputowany do Rady Najwyższej ZSRR 6 kadencji.

## Odznaczenia
- Order Czerwonego Sztandaru Pracy (29 grudnia 1978)
- Order Czerwonej Gwiazdy (1945)
- Order Przyjaźni Narodów (30 grudnia 1983)
- Order „Znak Honoru” (1949)